# 松本良甫
松本 良甫（まつもと りょうほ、文化3年（1806年） - 明治10年（1877年）1月6日）は、幕末から明治初期の蘭方医師。祖父は幕府奥医師の松本善甫、父は町医師の松本良甫。松本良順の養父。

## 生涯
幕府奥医師であった祖父善甫は天明6年（1786年）改易され、以来民間にあったが、弘化3年（1846年）8月3日、再び幕府に召出され60年ぶり松本家再興、家禄100俵を与えられ小普請医師となる。嘉永2年（1849年）12月16日、寄合医師に進む。安政5年（1858年）、大槻俊斎ら江戸在住の有力蘭方医83名による、お玉が池種痘所設立に醵金・参画する。同年10月16日、伊東玄朴の上申により、吉田収庵とともに奥詰医師に進み製薬所掛となる。同日、転科を許され本道（内科）となる（松本家は代々口科（歯科）を業としていた）。文久3年（1863年）11月9日、奥医師に進む。文久4年（1864年）2月18日、法眼に叙せられる。松本家の墓所は芝伊皿子・大円寺であったが、谷中霊園に移されている。